# Flugausstellung Peter Junior
Le Flugausstellung Peter Junior (musée de l'aviation Peter Junior)  est un musée aéronautique privée, situé à Hermeskeil, petite localité de Rhénanie-Palatinat, ouvert depuis 1973.

## Collection
Avions (et hélicoptères) exposés au musée :
- Aérospatiale SE 3130 Alouette II M-234[1]
- Aérospatiale SE 3130 Alouette II V-248[1]
- Antonov An-2T 16247310[1],[2]
- Antonov An-26 52+08[1]
- Aero L-39 Albatros 28+30[1]
- Bell UH-1D Iroquois 72+31[1],[3]
- Blériot XI[1]
- Boeing-Stearman PT-18 40-1964[1],[4]
- Brantly B-2 93[1]
- Bristol Sycamore 78+33[1],[5]
- Canadair Sabre JC+101[1]
- CASA 2.111 BR.2I-14[1],[6]
- CASA 352L T.2B-127[1],[7]
- Concorde – replica[1]
- Convair F-102 Delta Dagger 56-1125[1]
- Dassault Mirage IIIR 310[1],[8]
- Dassault Mirage 5 BA-35/54[1],[9]
- Dassault Super Mystère B2[1]
- de Havilland Dove XJ348[1]
- de Havilland Comet 4C G-BDIW[1]
- de Havilland Venom FB.4 J-1797[1]
- Dornier Alpha Jet 40+61[1]
- Dornier Do 27A-1 56+53[1],[10]
- Dornier Do 28D-2 4050[1]
- Douglas C-47A Skytrain 42-100997[1],[11]
- English Electric Lightning F.2A XN782[1]
- English Electric Canberra B(I).8 XM264[1]
- EFW C-3605 C-541[1]
- Fairey Gannet XL450[1]
- Fiat G.91R/3 MM5257[1]
- Fiat G.91R/3 30+86[1]
- FAG Stettin La.11 Landmann – replica[1]
- Fokker Dr.I – replica[1]
- Focke Hartz FoHa 1 80[1]
- Fouga CM.170 Magister 93+03[1]
- Fouga CM.170 Magister 410[1],[12],[13]
- Grade monoplane[1]
- Handley Page Jetstream T.2 XX476[1]
- Hawker Sea Hawk FGA.6 XE327[1],[14]
- Hawker Hunter F.6A XF418[1]
- Hawker Hunter Mk.58 J-4098[1]
- Hawker Siddeley Harrier GR.3 XZ998[1]
- Horten XVc[1]
- Hütter H-17B[1]
- Hunting Percival Jet Provost XE670[1]
- Iliouchine Il-14P 14803076[1]
- Iliouchine Il-18D DDR-STH[1]
- Kamov Ka-26 7404609[1]
- LET Z-37 Čmelák D-ESSJ[1]
- Lockheed T-33A 94+39[1]
- Lockheed T-33A 95+17[1],[15]
- Lockheed F-104G Starfighter FX60[1]
- Lockheed F-104G Starfighter 20+43[1]
- Lockheed F-104G Starfighter 26+61[1]
- Lockheed RF-104G Starfighter 24+91[1]
- Lockheed Super Constellation D-ALIN[1]
- Lilienthal Normalsegelapparat – replica[1]
- MBB Bo 105CB S-133[1],[16]
- MBB Bo 105P 87+08[1]
- McDonnell Douglas F-4 Phantom II 63-7421[1]
- McDonnell Douglas F-4C Phantom II 63-7583[1]
- McDonnell Douglas RF-4C Phantom II 68-0587[1]
- Mikoyan-Gourevitch MiG-15UTI[1]
- Mikoyan-Gourevitch MiG-17F[1]
- Mikoyan-Gourevitch MiG-21F-13 741217[1]
- Mikoyan-Gourevitch MiG-21SPS 22+36[1]
- Mikoyan-Gourevitch MiG-21SPSK[1]
- Mikoyan-Gourevitch MiG-21MF 23+44[1]
- Mikoyan-Gourevitch MiG-21US 24+08[1]
- Mikoyan-Gourevitch MiG-21bis 24+24[1]
- Mikoyan-Gourevitch MiG-23MF 20+01[1]
- Mikoyan-Gourevitch MiG-23BN 20+46[1]
- Mikoyan-Gourevitch MiG-23ML 20+19[1]
- Mil Mi-1M W401031[1],[17]
- Mil Mi-2 543620074[1]
- Mil Mi-2 562945063[1]
- Mil Mi-4A 02139[1],[18]
- Mil Mi-6A 715309B[1]
- Mil Mi-8T 94+20[1]
- Mil Mi-9 93+95[1]
- Mil Mi-14PL 95+02[1],[19]
- Mil Mi-24P 96+50[1]
- Nord 1002 Pingouin II 91[1],[20]
- Nord Noratlas 52+56[1],[21]
- North American F-100F Super Sabre 56-4014/56-3944[1],[22]
- North American AT-6F Texan 44-81778[1],[23]
- North American Rockwell OV-10B Bronco 99+16[1]
- Panavia Tornado XX948[1]
- Percival Pembroke C.54 54+21[1]
- Percival Pembroke C.54 54+24[1]
- Piasecki H-21C Shawnee 83+11[1]
- Piper J3C Cub[1]
- Raab Doppelraab IV 254[1]
- Republic F-84F Thunderstreak BF+105[1]
- Republic F-84F Thunderstreak DE+254[1]
- Republic RF-84F Thunderflash EB+341[1],[24]
- Republic F-105F Thunderchief 62-4417[1]
- Santos-Dumont Demoiselle – replica[1]
- Saab J 35E Draken 35931[1],[25]
- Saab ASJF 37 Viggen 374974[1]
- Scheibe L-Spatz 55 724[1]
- Scheibe Mü 13 E Bergfalke II 2[1]
- Schleicher Ka-4 Rhönlerche II 211[1]
- SEPECAT Jaguar GR.1 XX955[1],[26]
- Sikorsky CH-54[1]
- Soukhoï Su-7B 5309[1]
- Soukhoï Su-22M4 25+16[1]
- Tupolev Tu-134A DDR-SCK[1]
- Westland Wasp HAS.1 XS569[1]
- Westland Whirlwind  HAR.10 XD186[1]
- Westland Whirlwind HAR.10 XP352[1]
- Westland Wessex HC.2 XR527[1]
- Westland Wessex HC.2 XT670[1]
- Westland Scout XR633[1],[27]
- Westland Sioux AH.1 XT548[1],[28]
- Vickers VC10 G-ARVF[1]
- Vickers Viscount D-ANAM[1]
- Vinten Vi 122 UMA-01[1],[29]